# Contra 4
Contra 4 (яп. 魂斗羅デュアルスピリッツ) — японская видеоигра в жанре «беги и стреляй», разработанная студией WayForward Technologies для портативной приставки Nintendo DS и мобильных телефонов, выпущенная компанией Konami в 2007 году. Представляет собой одиннадцатую часть серии Contra и вторую для портативной консоли (после Operation C). Японская версия появилась в 2008 году под названием Contra: Dual Spirits, изданий для PAL-региона не было.
В 2011 году была переиздана для телефонов на базе Android под именем Contra 4: Redux и с некоторыми изменениями (только в США).

## Сюжет
События игры разворачиваются в 2638 году, через два года после Contra III: The Alien Wars. После победы над Красным Соколом (англ. Red Falcon) и поражения пришельцев на Земле вновь воцарился мир, однако вскоре человеческую расу атаковал другой инопланетянин, известный как Чёрная Гадюка (англ. Black Viper). Чтобы предотвратить массовые разрушения, Земная федерация посылает к архипелагу Галуга, предполагаемому месту базирования врага, четырёх лучших бойцов спецподразделения «Контра» — они должны победить в сражении с армией чужих, роботов и мутантов, после чего уничтожить саму Чёрную Гадюку.

## Игровой процесс
Contra 4 отрисована в классической двухмерной графике и, уходя от нововведений последних частей, использует геймплей, традиционный для ранних игр. Управление напоминает третью часть, точно так же можно иметь в инвентаре сразу два оружия. Действие разворачивается сразу на двух дисплеях NDS, причём с помощью абордажной кошки игрок способен с лёгкостью перемещать персонажа высоко вверх, от одного дисплея к другому. Так же как и в Super Contra, имеет смысл брать одно и то же оружие дважды — от этого оно усовершенствуется, становясь более сильным. Кроме обычных уровней с видом сбоку, присутствуют три «туннельных» уровня, похожие на те, что были в самой первой «Контре». Они отображаются только на верхнем дисплее, в то время как на нижнем высвечивается карта уровня, на которой указаны комнаты с оружием.
Почти в конце первого уровня, когда вас сверху атакует передвигающаяся по горизонтали пушка, можно пройти пешком, оставишиеся до босса, препятствия. А можно уничтожить эту пушку вначале напротив планки, на которую можно забраться. Затем при помощи этой планки залезть в пушку и доехать на ней до конца.
Основную часть игры составляет аркадный режим (Arcade Mode), состоящий из девяти уровней с тремя различными сложностями: лёгкой, нормальной и тяжёлой. Лёгкая сложность больше подходит для новичков — враги двигаются медленно, изначально дано много жизней и продолжений, однако недоступны два последних уровня, и отсутствует какая-либо концовка. Нормальная сложность, как сказано в самой игре, «по трудности прохождения схожа с оригинальной Contra», на тяжёлой сложности враги бегают и стреляют гораздо быстрее, а жизни даются очень редко. Концовки на тяжёлой и нормальной сложностях различаются. После прохождения игры становится доступным режим «Испытание» (Challenge Mode), состоящий из сорока различных заданий, которые игрок должен последовательно выполнять. По мере прохождения этого режима, открываются различные бонусы, в числе которых возможность игры в первые части серии Contra в версиях для NES, дополнительные персонажи, интервью с создателем серии Нобуя Накадзато, официальные комиксы Contra 3 и Contra 4, а также возможность прослушивания саундтрека игры.

## Рецензии
| Сводный рейтинг       | Сводный рейтинг |
| Агрегатор             | Оценка          |
| --------------------- | --------------- |
| GameRankings          | 84,22 %         |
| Metacritic            | 83/100          |
| Иноязычные издания    |                 |
| Издание               | Оценка          |
| Destructoid           | 8/10            |
| GameSpot              | 8/10            |
| GamesRadar+           | 4,5/5           |
| IGN                   | 8/10            |
| Nintendo World Report | 9/10            |

Средства массовой информации отзывались об игре как о возрождении серии Contra, хвалили возвращение к корням, полюбившийся по ранним частям геймплей. В 2007 году Contra 4 получила пару наград от интернет-портала IGN, победила в таких номинациях как «лучшая экшн-игра» и «лучшее возрождение». В том же году сайтом GameSpy в списке лучших игр 2007 года для DS была поставлена на седьмое место, а также попала в список Gaming Target «52 игры, в которые мы продолжим играть после 2007 года». Однако некоторые рецензенты, в частности обозреватель 1UP.com, раскритиковали стремление разработчиков выпускать одинаковые игры без каких бы то ни было новых идей.